# Laurel Canyon (film)
Laurel Canyon (v anglickém originále Laurel Canyon) je americký dramatický film z roku 2002. Režisérkou filmu je Lisa Cholodenko. Hlavní role ve filmu ztvárnili Frances McDormandová, Christian Bale, Kate Beckinsale, Natascha McElhone a Alessandro Nivola.

## Obsazení
| Frances McDormandová | Jane         |
| Christian Bale       | Sam          |
| Kate Beckinsale      | Alex         |
| Natascha McElhone    | Sara         |
| Alessandro Nivola    | Ian McKnight |
| Lou Barlow           | Frip         |
| Imaad Wasif          | Dean         |
| Russell Pollard      | Rowan        |